# Daniel Kehlmann
Daniel Kehlmann, född 13 januari 1975 i München, är en tysk-österrikisk författare. Hans föräldrar var skådespelare, hans far även regissör. Familjen flyttade till Wien 1981. Där läste Kehlmann filosofi och litteraturvetenskap.
Kehlmann debuterade 1997 med Beerholms Vorstellung. I svensk översättning finns "Jag och Kaminski" (Ich und Kaminski, 2003), "Världens mått" (Die Vermessung der Welt, 2005), "Berömmelse" ("Ruhm"; 2009), F (F; 2013) och "Tyll" ("Tyll"; 2017).

## "Världens mått"
Världens mått är en fiktiv dubbelbiografi om Carl Friedrich Gauss (1777–1855) och Alexander von Humboldt (1769–1859). Boken börjar 1828 när von Humboldt har förmått Gauss att göra resan från Göttingen till Berlin för ett möte av naturvetare, och det är ramberättelsen. Sedan följer kapitel om båda vetenskapsmännens tidigare år. Det är en stor kontrast mellan von Humboldts långa forskningsresa med Bonpland upp längs Orinoco och till de andra spanska kolonierna i Amerika och Gauss, som knappast vill se havet när han besöker Bessel i Bremen. Men det finns också stora likheter: båda romanfigurerna har starkt autistiska drag i sina förhållanden till släkt och kolleger. Båda forskarna har varit verksamma som geodeter, vilket är bakgrunden till romanens titel.

## Priser och utmärkelser
- 2005 – Finalist för Tyska bokpriset[4]
- 2006 – Literaturpreis der Konrad-Adenauer-Stiftung[5]; Heimito von Doderer-Literaturpreis[6]; Kleist-Preis[7]
- 2007 – WELT-Literaturpreis[8]
- 2008 – P.O. Enquists pris[9], Thomas-Mann-Preis[10]

### Utgivet på svenska
- 2004 – Jag och Kaminski (Ich und Kaminski, 2003), översättning Marja Müllner
- 2007 – Världens mått (Die Vermessung der Welt, 2005), översättning Lars W Freij
- 2010 – Berömmelse, roman i nio historier (Ruhm. Ein Roman in neun Geschichten, 2009), översättning Lars W Freij
- 2015 – F (F, 2013), översättning Linda Östergaard
- 2019 – Tyll (Tyll, 2017), översättning Jesper Festin
- 2025 – Ljusspel (Lichtspiel, 2023), översättning Jesper Festin

### Ännu ej på svenska (i urval)
- 1997 – Beerholms Vorstellung, roman
- 1998 – Unter der Sonne, berättelser
- 1999 – Mahlers Zeit, roman
- 2005 – Wo ist Carlos Montúfar?, sakprosa
- 2010 – Lob: Über Literatur, sakprosa